# Werner Melter
Werner Melter (* 28. März 1924 in Feldkirch; † 24. Mai 2007 in Amsterdam) war ein österreichischer Politiker (FPÖ) und Sekretär des Vorarlberger Kriegsopferverbandes. Er war von 1966 bis 1979 Abgeordneter zum österreichischen Nationalrat und von 1959 bis 1966 Abgeordneter zum Vorarlberger Landtag.

## Ausbildung und Beruf
Werner Melter wurde am 28. März 1924 als Sohn von Oskar und Anna Melter in Feldkirch-Tosters geboren. Nach dem Besuch der Volksschule bei den Schulbrüdern in Feldkirch, absolvierte Melter das humanistische Gymnasium in Feldkirch und legte dort im Jahr 1942 die Kriegsmatura ab. Am 21. September 1942 beantragte er die Aufnahme in die NSDAP und wurde rückwirkend zum 1. September desselben Jahres aufgenommen (Mitgliedsnummer 9.261.560). Unmittelbar danach wurde er zum Kriegsdienst in der deutschen Wehrmacht eingezogen und geriet bereits im November 1942 in sowjetische Kriegsgefangenschaft, aus der er nach Kriegsende im Oktober 1945 entlassen wurde. Anschließend an die Entlassung aus der Kriegsgefangenschaft und die Heimkehr nach Vorarlberg verbrachte Werner Melter die Zeit bis zum Frühjahr 1946 vorwiegend in Krankenbehandlung im Exerzitienhaus Tisis sowie in der Heilanstalt Valduna in Rankweil. Ab 1. Mai 1946 war er beruflich als Sekretär des Vorarlberger Kriegsopferverbandes tätig, zu dessen Gründungsausschuss er seit 3. Jänner 1946 auch gehörte.

## Politische Karriere
Melter vertrat die Vorarlberger Freiheitlichen von 1959 bis 1966 als Abgeordneter des Wahlbezirks Bregenz im Vorarlberger Landtag und war ab 1960 Ersatzmitglied bzw. Mitglied der Bregenzer Stadtvertretung. Zudem wirkte er als Mitglied des familienpolitischen Beirates im Bundeskanzleramt und war Dienstnehmervertreter in der Hauptversammlung der Pensionsversicherungsanstalt der Angestellten. Zwischen dem 30. März 1966 und dem 4. Juni 1979 war Werner Melter für die FPÖ Abgeordneter zum Nationalrat. Er verstarb am 24. Mai 2007 auf einer Urlaubsreise in der niederländischen Hauptstadt Amsterdam an einem Herzversagen.

## Auszeichnungen
- 1974: Goldenes Ehrenzeichen für Verdienste um die Republik Österreich
- 1986: Silbernes Ehrenzeichen des Landes Vorarlberg